# 奧斯伯恩縣 (堪薩斯州)
奧斯伯恩县（英語：Osborne County，簡稱OB）是美國堪薩斯州北部的一個縣。面積2,316平方公里。根據美國2000年人口普查，共有人口4,452人。縣治奧斯伯恩 （Osborne）。
成立於1867年2月26日，1871年縣政府成立。縣名紀念在美國內戰時期軍人、州議員文森特·B·奧斯伯恩。